# Paris (Texas)
Paris és una població dels Estats Units a l'estat de Texas. Segons el cens del 2000 tenia 25.898 habitants.

## Demografia
Segons el cens del 2000, Paris tenia 25.898 habitants, 10.570 habitatges, i 6.711 famílies. La densitat de població era de 233,9 habitants/km².
Dels 10.570 habitatges en un 29,4% hi vivien nens de menys de 18 anys, en un 42,7% hi vivien parelles casades, en un 17% dones solteres, i en un 36,5% no eren unitats familiars. En el 32,5% dels habitatges hi vivien persones soles el 15,2% de les quals corresponia a persones de 65 anys o més que vivien soles. El nombre mitjà de persones vivint en cada habitatge era de 2,35 i el nombre mitjà de persones que vivien en cada família era de 2,97.
Per edats la població es repartia de la següent manera: un 25,4% tenia menys de 18 anys, un 10% entre 18 i 24, un 25,8% entre 25 i 44, un 20,9% de 45 a 60 i un 18% 65 anys o més.
L'edat mediana era de 36 anys. Per cada 100 dones de 18 o més anys hi havia 80,6 homes.
La renda mediana per habitatge era de 27.438 $ i la renda mediana per família de 34.916 $. Els homes tenien una renda mediana de 29.378 $ mentre que les dones 20.080 $. La renda per capita de la població era de 17.137 $. Aproximadament el 16,5% de les famílies i el 20,6% de la població estaven per davall del llindar de pobresa.

## Poblacions més properes
El següent diagrama mostra les poblacions més properes.